# Sidensvansen 6

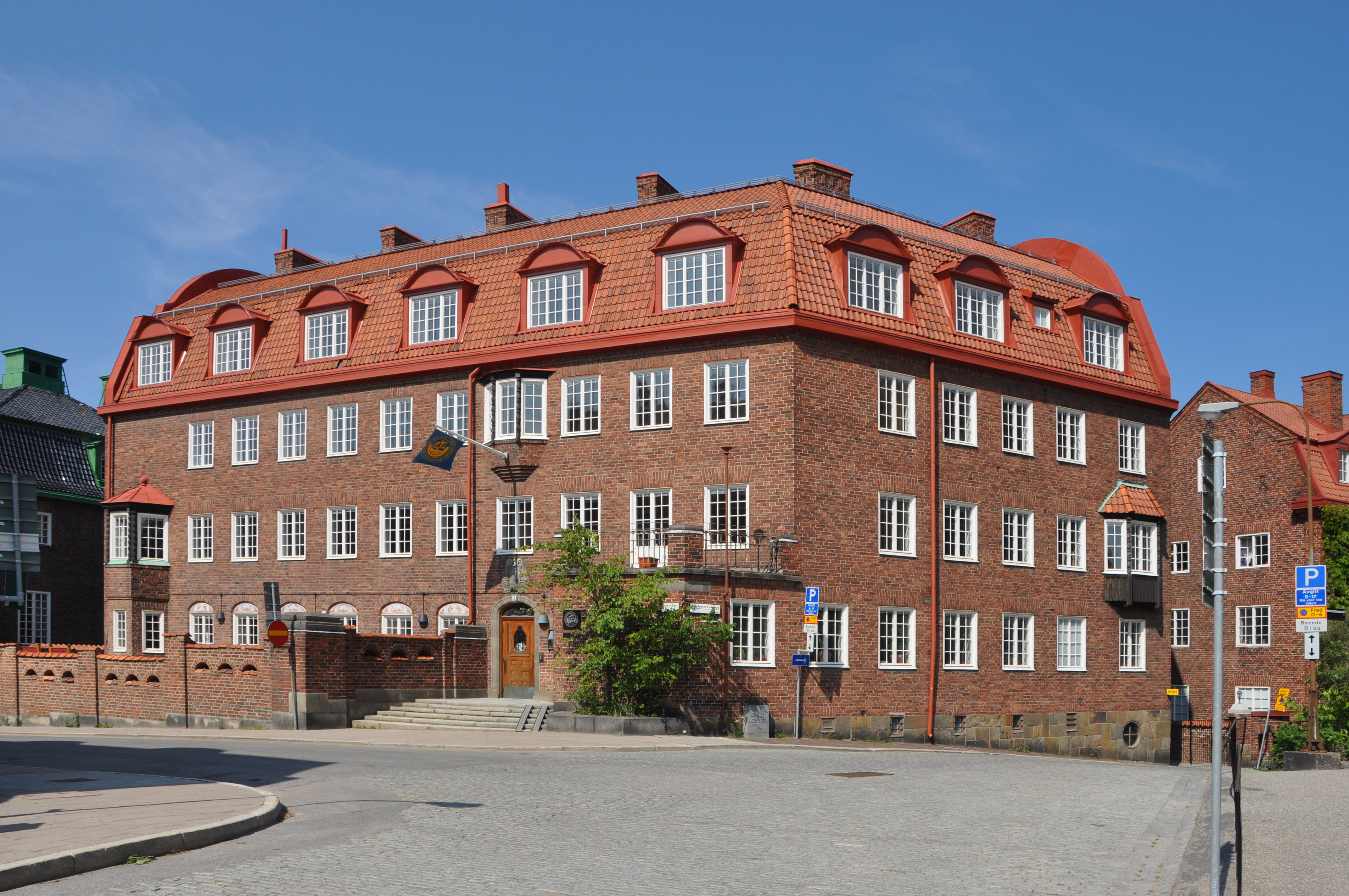
Fastigheten Sidensvansen 6 sedd från hörnet Bragevägen 2 / Engelbrekts Kyrkogata 5, juli 2010.

Sidensvansen 6 är en kulturhistoriskt mycket värdefull före detta bostadsfastighet i kvarteret Sidensvansen vid hörnet Bragevägen 2 / Engelbrekts Kyrkogata 5 i Lärkstaden på Östermalm i Stockholm. Byggnaden uppfördes 1915–1916 som flerbostadshus efter ritningar av arkitekt Cyrillus Johansson. I huset hade DDR:s Stockholmsambassad sina lokaler mellan 1974 och 1990. Idag (2022) inhyser Sidensvansen 6 Tyska Skolans förskola och årskurserna 1–3. Fastigheten är blåmärkt av Stadsmuseet i Stockholm vilket är den högsta klassen och innebär "att bebyggelsen bedöms ha synnerligen höga kulturhistoriska värden".

## Historik

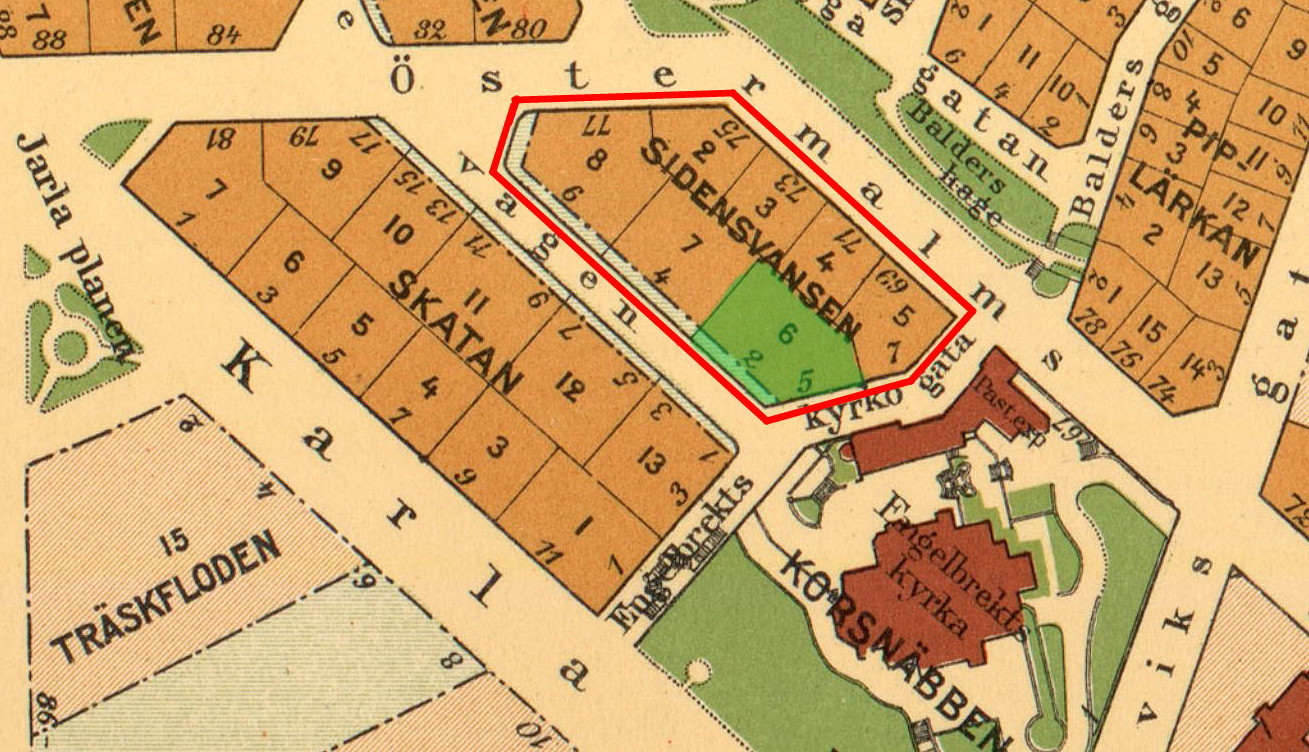
Tomten Sidensvansen 6 (grön), 1930.

Kvarteret Sidensvansen och anslutande kvarter (då fortfarande namnlösa) bildares 1908 i samband med en stadsplan för Eriksbergsområdet med omgivning som upprättats av stadsingenjören Gustaf von Segebaden och som i sin tur byggde på ett stadsplaneförslag ritat 1902 av stadsplanearkitekten Per Olof Hallman. En stadsplaneändring från 1913 innebar att husen i Engelbrektskyrkans omgivning kunde reduceras i höjd och delvis uppföras som fristående byggnadskroppar, ett av dem var Sidensvansen 6. Anledning var att nya bostadshus i kyrkans grannskap skulle förhöja den monumentala byggnadens intryck och inte förringa det. Även fasad- och takmaterial i området anpassades, efter viss styrning från byggnadsnämndens sida, helt till kyrkobyggnadens fasadutförande. I kvarteret Sidensvansen och den söder därom belägna Skatan användes därför endast fogstruket och handslaget tegel. 
Tomten Sidensvanden 6 omfattade en areal om 1025,2 kvadratmeter som såldes av Stockholms stad med äganderätt (”å fri och egen grund” står det på tomtkarten). Egendomen förvärvades i juli 1914 av byggmästaren Edvard Blom, som även uppförde byggnaden för egen räkning. För den arkitektoniska utformningen stod Cyrillus Johansson och för konstruktioner och betongarbeten svarade Skånska Cementgjuteriets Stockholmsavdelning.

## Byggnadsbeskrivning

### Exteriör

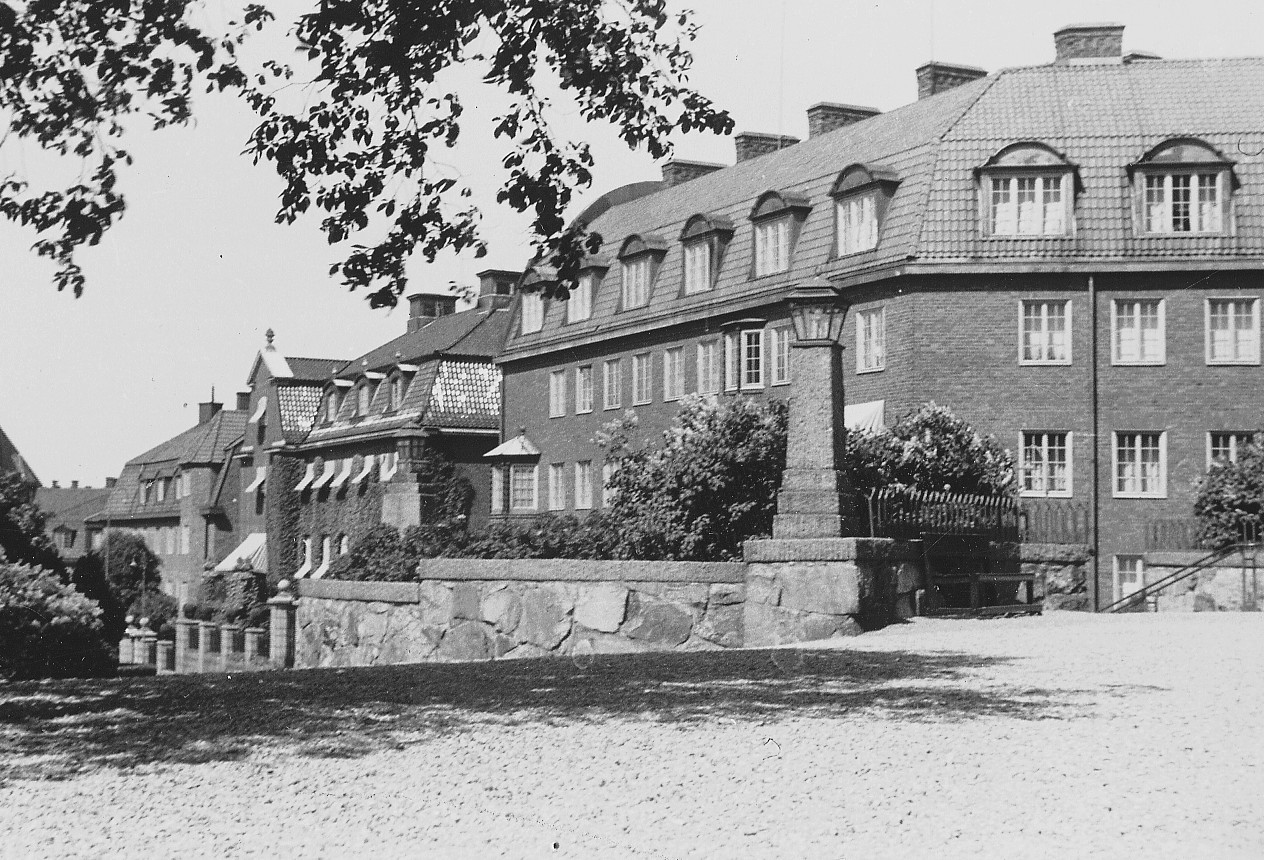
Sidensvansen 6 (närmast) och 7, 1939.

Huset uppfördes i tre våningar samt källare och vindsvåning. Fasaderna murades i fogstruket rött tegel vilket föreskrevs i stadsplanen. Mot gatan märks tre burspråk i olika storlekar och en liten altan med smidesräcke intill entrén. Kortsidorna avslutades av höga välvda gavlar. På södra och östra gaveln märks ytterligare ett burspråk. Yttertaket är tegeltäckt och utformat som ett brutet sadeltak. Bottenvåningens fönster är välvda med målade mönster i överdelen. Huvudentrén är från Bragevägen nr 2. Entréns portal är av granit. Ovanför denna finns en kartusch i natursten med valspråket: "Till god vän går genvägar, vore han än fjärran faren". Porten är av ek och glasad samt smyckad med ett dekorativt smidesgaller, även i överljusfönstret. Gårdssidan murades också i rött tegel. Här ger matsalarnas höga burspråk och trapphustornen en extra accent till fasaden. Förgården är omgärdad av en hög tegelmur. Stilen är nationalromantiken.

### Interiör
Cyrillus Johansson ritade ett bostadshus med två stora lägenheter om sex respektive fem rum per plan. Köksregionen med jungfrukammare nåddes via en separat kökstrappa. Lägenheterna hade badrum och centralvärme och i trapphuset fanns en hiss. Intill entrén på bottenvåningen hade portvakten en liten lägenhet. I källarplanet fanns pannrum, tvättstuga med tork- och strykrum samt hyresgästernas källarförråd och en garageplats med infart från östra gaveln. På vindsvåning (västra lägenheten) hade konstnären Olle Hjortzberg sin ateljé med ett stort nordvänt fönster. Salongens väggar dekorerades rikligt av Hjortzberg med målade pilastrar som delade in väggarna. I fälten ovanför fanns scener med fåglar och andra djur samt yviga blomsterarrangemang.

## Ägare och ändringar

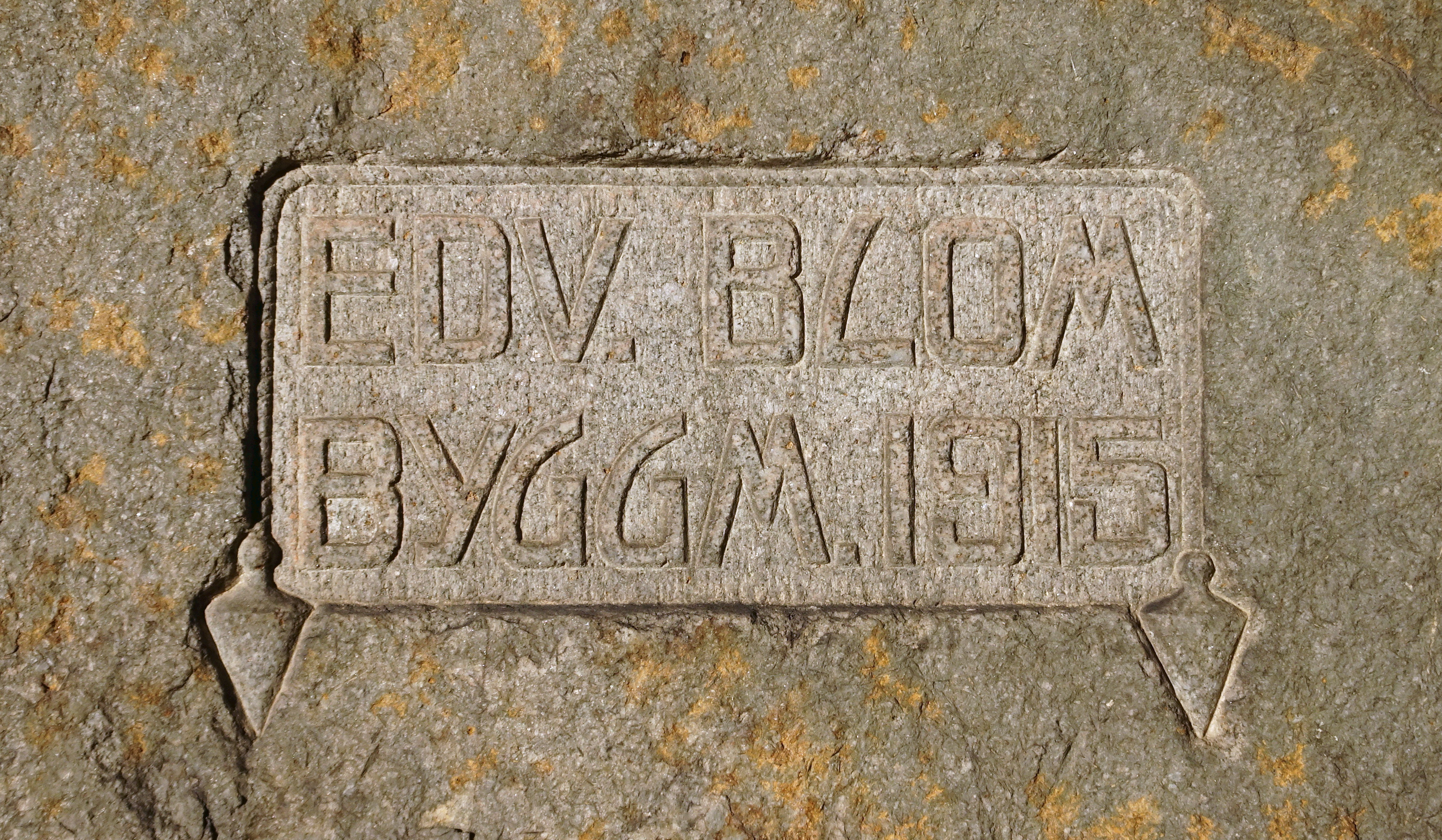
"Edv. Blom Byggm. 1915".

Byggherren Edvard Blom signerade sin fastighet med en liten, på fasaden uppsatt stentavla ”Edv. Blom Byggm. 1915”. Han behöll fastigheten till omkring 1917. Blom bodde själv inte i huset utan hyrde ut. Bland tidiga hyresgästerna fanns två grosshandlare, en skeppsmäklare, en professor (Olle Hjortzberg), en kapten, en dispaschör och en journalist (Gunnar von Heideken). Efter Blom ägdes Sidensvansen 6 av godsägaren J.A. Andersson som behöll egendomen åtminstone till 1926. Under 1960-talet byggdes huset om till kontor.
År 1972 förvärvades fastigheten av DDR som lät bygga om husets bottenvåning till sin Stockholmsambassad. I längan mot Bragevägen låg ambassadens tjänsterum och i delen mot Engelbrekts Kyrkogata fanns lägenheter för ambassadens medarbetare. I källarvåningen hade ambassaden sällskapsrum med ”gillestuga”, kök och bastu. Övriga våningar förändrades inte nämnvärd. Efter DDR:s uppgående 1990 i förbundsrepubliken Tyskland övertogs fastigheten av det återförenade landets utrikesförvaltning. 1994 inreddes Tyska skolans förskola i en del av byggnaden och 1998 tillkom även skolans årskurser 1–3 i resten av byggnaden. För ombyggnadsritningarna stod Lindström Walldén Arkitektkontor. 2014 fastställdes en ny detaljplan som medger skolverksamhet i byggnaden.

### Nutida bilder

Fasaddetaljer
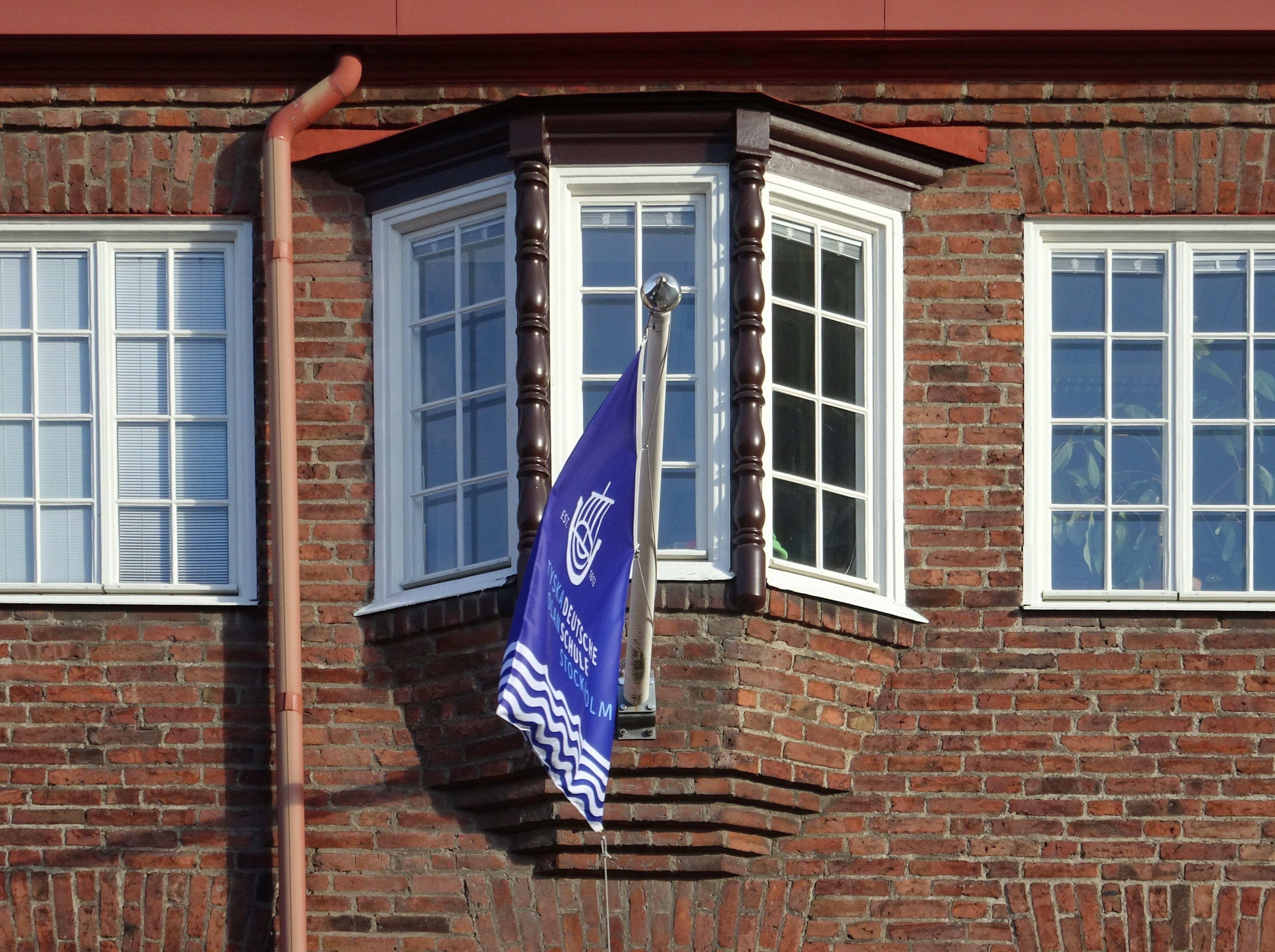
Burspråk på våning 1 trappa.
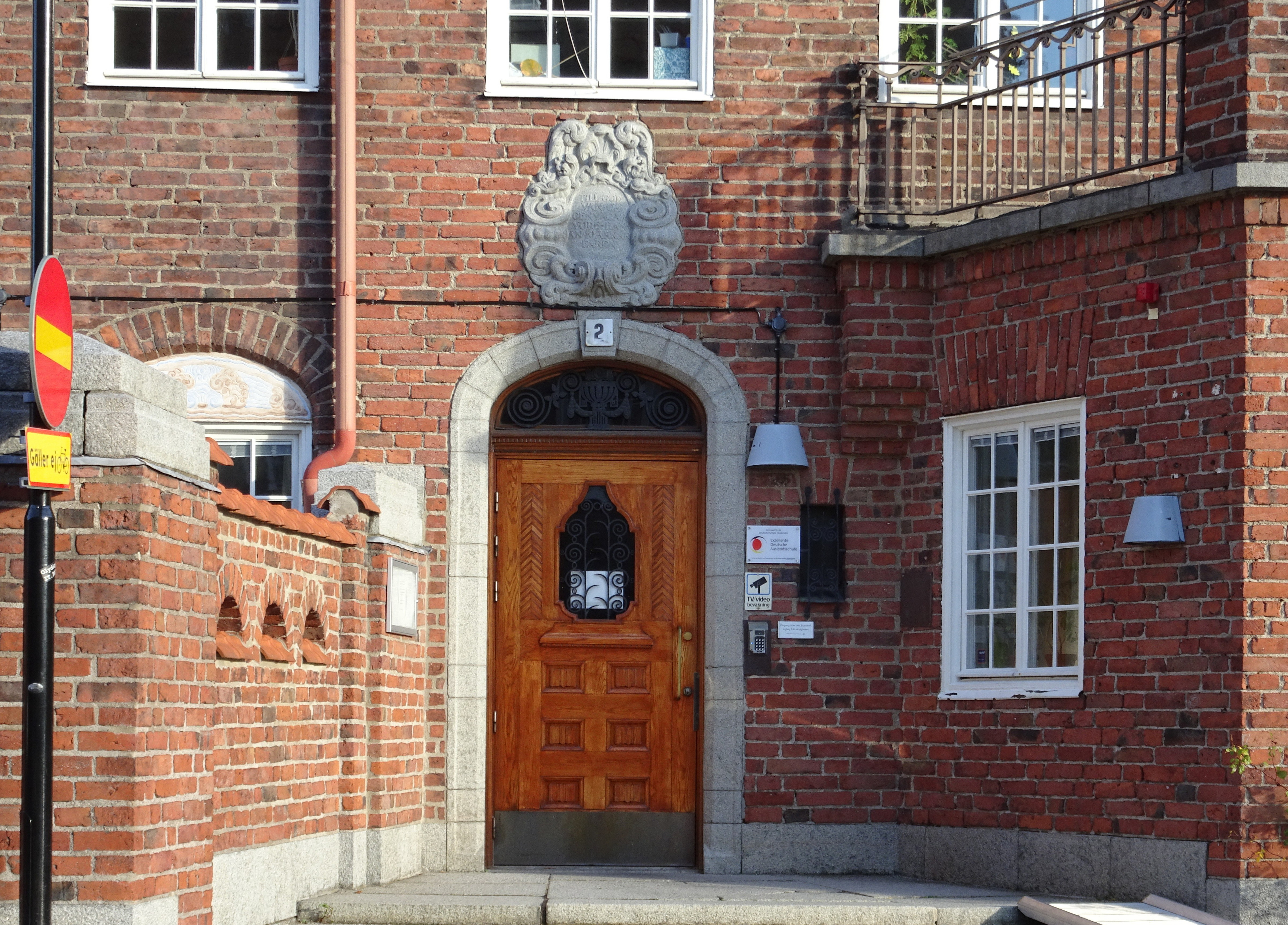
Huvudentrén, Bragevägen 2.
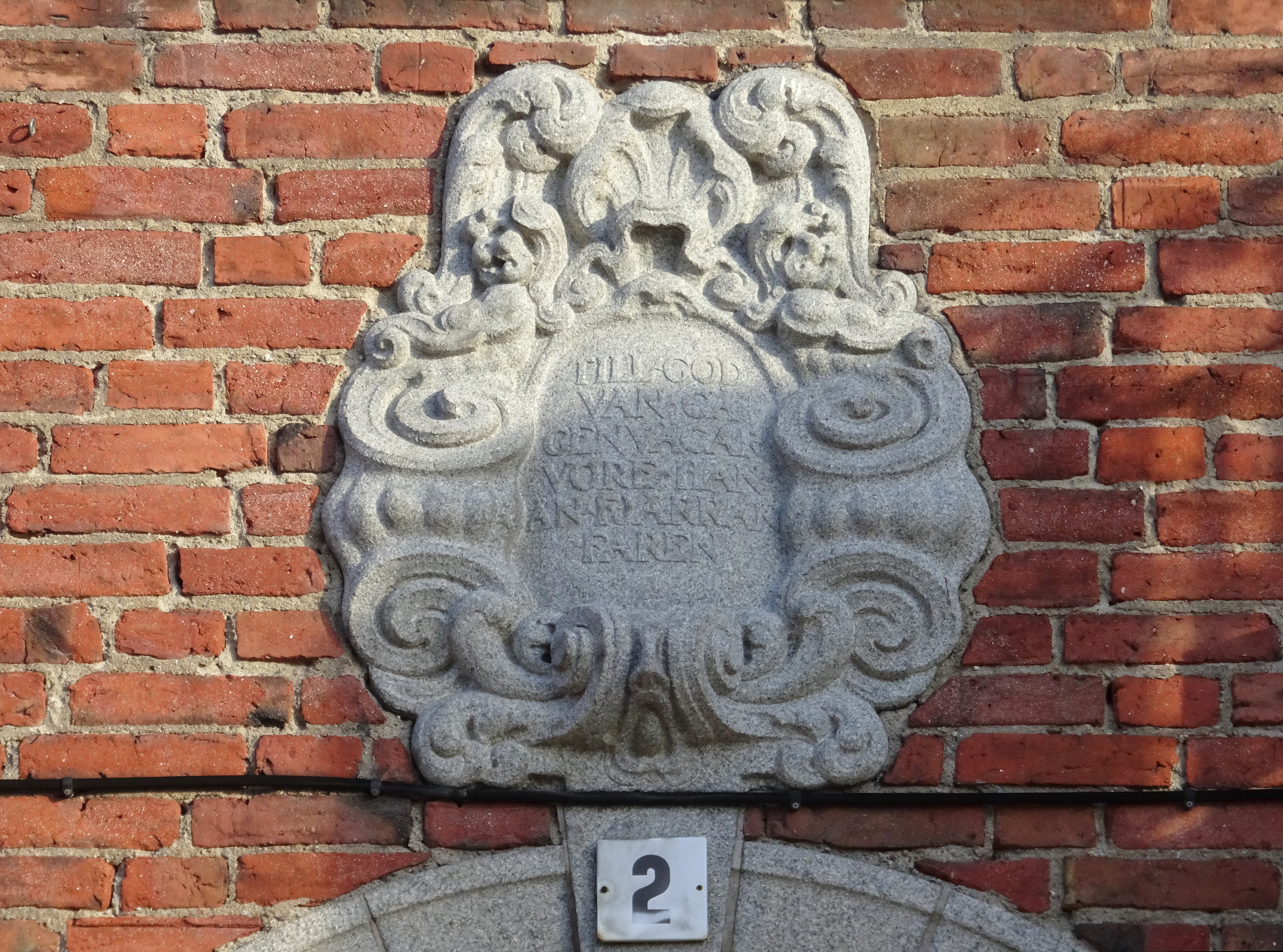
Kartusch över huvudentrén.
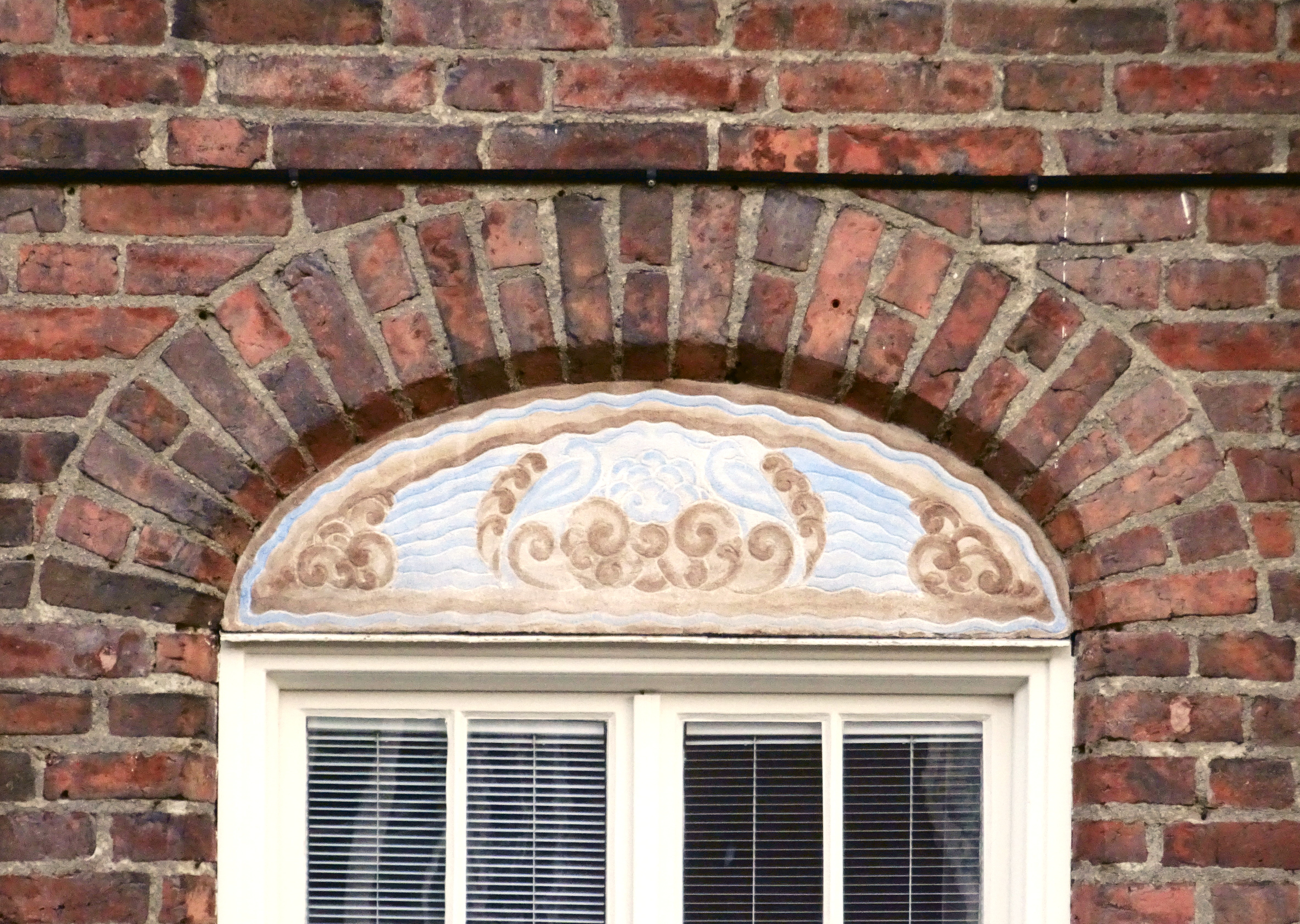
Målning över bottenvåningens fönster.
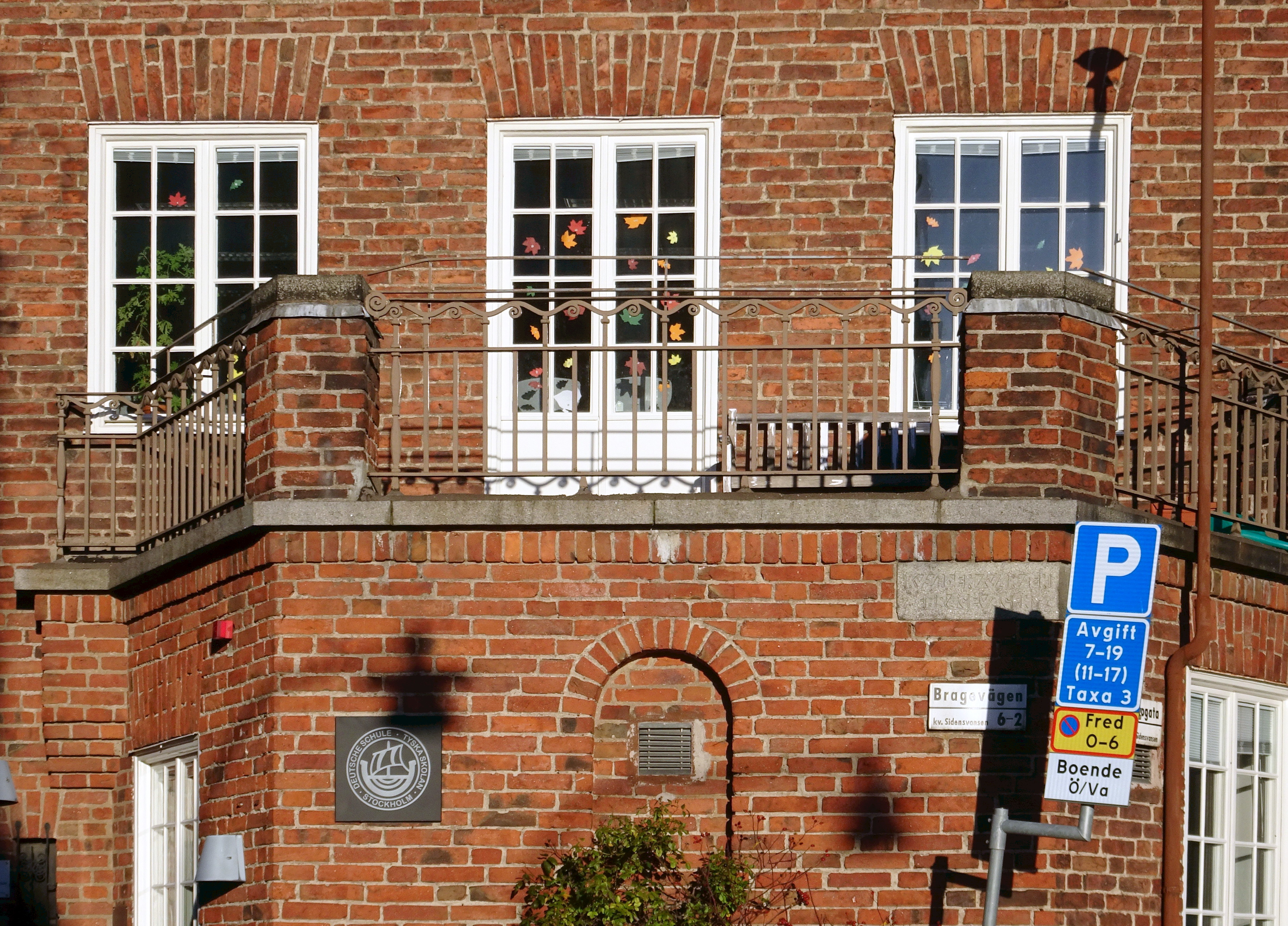
Altanen till höger om entrén.